# Chamaelimnas villagomes
Chamaelimnas villagomes är en fjärilsart som beskrevs av William Chapman Hewitson 1870. Chamaelimnas villagomes ingår i släktet Chamaelimnas och familjen Riodinidae. Inga underarter finns listade i Catalogue of Life.